# 方永刚
方永刚（1963年4月—2008年3月25日），辽宁省朝阳市建平县人，中国人民解放军海军大连舰艇学院教授，2007年被中央军委授予“忠诚党的创新理论的模范教员”荣誉称号。

## 生平
1985年，方永刚毕业于复旦大学历史系，后被分配到中国人民解放军海军政治学院（现为中国人民解放军海军大连舰艇学院政治系）任中共党史教员。1992年加入中国共产党。1995年，方永刚一度希望退伍转业，但其申请为学院领导拒绝。1999年，方永刚随同海军政治学院并入海军大连舰艇学院，后任政治系中国特色社会主义理论教研室教授、硕士研究生导师，2005年获得军事学博士学位。
方永刚自1987年开始从事理论研究，对于中国共产党新的理论成果如邓小平理论、“三个代表”重要思想和科学发展观等，都能及时跟进，拿出研究成果。2006年夏，方永刚在其参与编写的《党的创新理论专题研究》教材中提出：“科学发展观是党的理论创新的新境界。”
2006年11月8日，方永刚被查出患有结肠癌，入住大连中国人民解放军第二一〇医院接受治疗。2007年1月24日，中共中央总书记胡锦涛在一份内部材料上看到方永刚的事迹后批示：“要全力挽救方永刚同志的生命。要认真总结、宣传他的先进事迹。”胡锦涛作出批示后，李长春、郭伯雄等人也立刻随之表示要救治、宣传方永刚。2月1日，海军派出专机将方永剛接入中国人民解放军总医院进行治疗。
2007年2月20日，胡锦涛亲自前往医院看望方永剛，称赞他“为宣传党的创新理论，作出了优异成绩”，号召广大共产党员和全军官兵向方永刚同志学习。为此，中宣部、教育部和总政治部于2007年4月联合发出通知，在全国和全军范围内广泛开展“向方永刚同志学习活动”，将其树立为宣传典范。
2008年3月25日，方永刚在北京中国人民解放军总医院病逝，享年45歲。

## 榮譽
- 「忠誠黨的創新理論的模範教員」榮譽稱號（2007年6月中央軍委授予）
- 第一届全国道德模范之全国敬业奉献模范（2007年9月）
- 中國共產黨第十七次全國代表大會代表（2007年10月）
- 中国中央电视台「感動中國2007年度人物」（2008年2月）
- 100位新中國成立以來感動中國人物（2009年）

## 著作
- 《邓小平理论专题研究》
- 《江泽民社会主义理论创新研究》
- 《党的创新理论专题研究》
- 《中国共产党八十年奋斗与结论》
- 《亚太战略格局与中国海军》
- 《大国逐鹿——新地缘政治》
- 《冯玉祥与蒋介石》
- 《蒋介石：从溪口到慈湖》
- 《蒋介石在1949》